# 輦道一
天琴座13，又名BD+43 3117，HD 175865、SAO 47919、HR 7157，是天琴座的一颗恒星，视星等为4.04，位于銀經73.81，銀緯17.79，其B1900.0坐标为赤經18h 52m 17.5s，赤緯+43° 17.79′ 51″。